# بيوبوليس (كيبك)
بيوبوليس (بالإنجليزية: Piopolis, Quebec)‏ هي بلدية محلية في كيبيك تقع في كندا في Le Granit Regional County Municipality. يقدر عدد سكانها بـ 364 نسمة ومساحتها 111.70 كم2 .